# جون ایریساری
جون ایریساری (اسپانیایی: Jon Irisarri‎؛ زادهٔ ۹ نوامبر ۱۹۹۵) دوچرخه‌سوار اهل اسپانیا است.
از باشگاه‌هایی که در آن رکاب زده‌است می‌توان به کاخا رورال-سگوروس رخا و کاخا رورال-سگوروس رخا اشاره کرد.